# 郑州国际物流园区
郑州国际物流园区是河南省郑州市一个总面积达86平方公里，以现代物流业为主导产业的园区。园区成立于2010年9月，西起京港澳高速公路，东至新107国道，北到陇海铁路线，南至郑州民权高速公路。

## 交通区位
园区的交通、物流、保税仓储、航空运输设施完备。京港澳高速公路、郑民高速公路、国道310和107贯穿园区，附近有5个高速公路出入口，5分钟可抵达高速铁路客运中心，10分钟可抵达郑州新郑国际机场。郑州铁路集装箱中心站、郑州出口加工区A区、河南公共保税物流中心和郑州新郑综合保税区都位于园区周边。